# Burkhard Roberg
Burkhard Roberg (* 13. August 1935 in Münster; † 12. Oktober 2021) war ein deutscher Historiker.

## Leben
Von 1963 bis 1964 war er Forschungsstipendiat der Görres-Gesellschaft. Nach der Promotion zum Dr. phil. in Bonn 1963 und der Habilitation an der Universität Bonn 1974 wurde er dort 1977 außerplanmäßiger Professor.

## Schriften (Auswahl)
- Die Union zwischen der griechischen und der lateinischen Kirche auf dem II. Konzil von Lyon (1274). Bonn 1964, OCLC 832668466.
- Das Zweite Konzil von Lyon (1274). Paderborn 1990, ISBN 3-506-74689-8.